# Vicars Close
Koordinaten: 51° 13′ N, 2° 39′ W

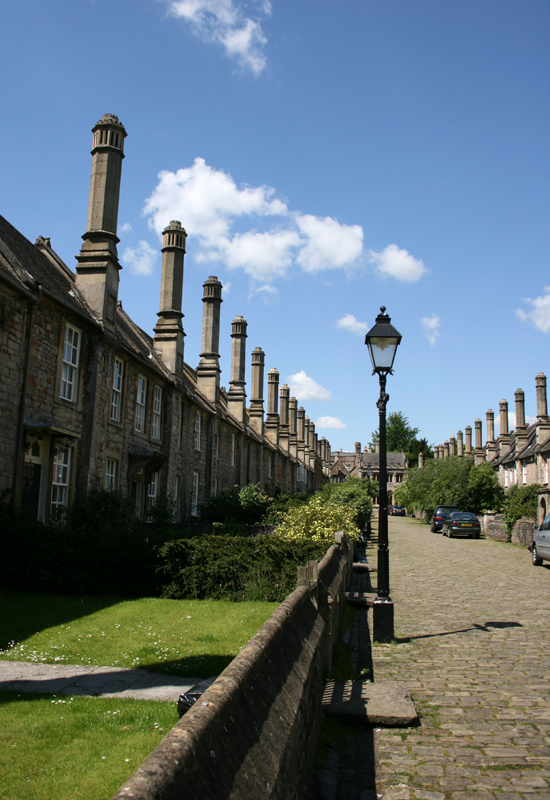
Vicars Close

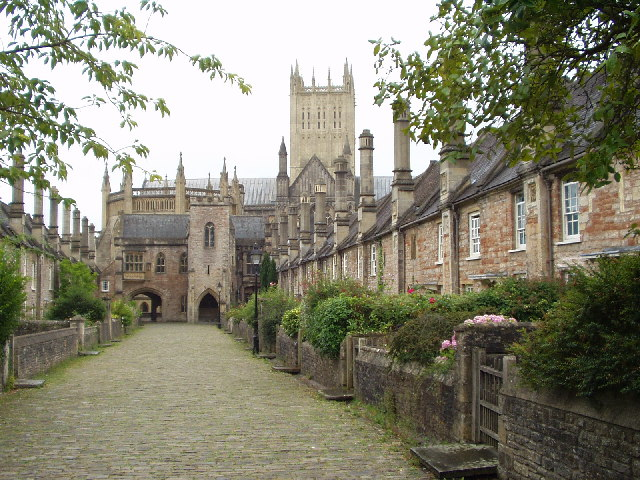

Vicars Close ist die älteste Reihenhaussiedlung Großbritanniens.
Die Siedlung liegt in Wells, Grafschaft Somerset und wurde ca. 1363 für Chormitglieder des Kirchenchors der Kathedrale fertiggestellt. Sie ist seitdem als eines der ältesten Gebäudeensembles durchgängig bewohnt, zumeist auch heute noch durch Chormitglieder oder Mitarbeiter der Kathedrale und deren Familien.